# Charles Correll
Charles Correll (Los Angeles, 23 gennaio 1944 – Tarzana, 4 giugno 2004) è stato un regista e direttore della fotografia statunitense, noto soprattutto per aver diretto numerose serie televisive statunitensi negli anni ottanta e novanta.

## Biografia
È figlio dell'attore Charles J. Correll e fratello del regista Rich Correll.
A lui è dedicato il primo episodio della stagione 5 della serie tv CSI: Las Vegas

## Filmografia parziale

### Regista
- L'onore della famiglia (Our Family Honor) (1985)
- MacGyver (1986-1990)
- Falcon Crest (1987)
- Oltre la legge - L'informatore (Wiseguy) (1987)
- Cinque ragazze e un miliardario (Rags to Riches) (1987)
- Vietnam addio (Tour of Duty) (1988-1989)
- Benvenuto sulla Terra (Hard Time on Planet Earth) (1989)
- Law & Order - I due volti della giustizia (Law & Order) – serie TV (1990-1993)
- Errore fatale (Deadly Desire) – film TV (1991)
- Delitti secondo copione (Writer's Block) (1991)
- Giochi segreti a Las Vegas (Hearts Are Wild) (1992)
- Un grido nel buio (In the Deep Woods) (1992)
- Melrose Place – serie TV (1993-1999)
- La legge di Burke (Burke's Law) (1994)
- Models, Inc. (1994)
- Airport '96 - Ostaggi a bordo (Hijacked: Flight 285) (1996)
- Beverly Hills 90210 (1996-2000)
- L'ultimo anello dell'inganno (The Stepsister) (1997)
- Stargate SG-1 (1997-1999)
- Seven Days (1999-2001)
- The $treet (2001)
- CSI - Scena del crimine (CSI: Crime Scene Investigation) (2001-2002)
- General Hospital (2002)
- CSI: Miami (2002-2003)
- Senza traccia (Without a Trace) (2003-2004)

### Direzione della fotografia
- La polizia li vuole morti, regia di Charles S. Dubin (1976)
- Doppio colpo (The Ransom), regia di Richard Compton (1977)
- Animal House, regia di John Landis (1978)
- Ritratto di un killer (Portrait of a Hitman), regia di Allan A. Buckhantz (1979)
- Fast Break, regia di Jack Smight (1979)
- Frate Ambrogio, regia di Marty Feldman (1980)
- I piacevoli sogni di Cheech e Chong (Nice Dreams), regia di Tommy Chong (1981)
- Star Trek III - Alla ricerca di Spock, regia di Leonard Nimoy (1984)
- Non toccate le ragazze, regia di Martha Coolidge (1984)
- La rivincita dei nerds II, regia di Joe Roth (1987)